# منتخب الدنمارك لكرة القدم
منتخب الدنمارك لكرة القدم (بالدنماركية: Danmarks fodboldlandshold) هو ممثل الدنمارك الرسمي في رياضة كرة القدم.

## المشاركة في نهائيات كأس العالم
تأهل منتخب الدنمارك إلى نهائيات بطولة كأس العالم لكرة القدم 5 مرات، حيث شارك لأول مرة في نهائيات كاس العالم 1986 في المكسيك وخسر أمام اسبانيا 5-1 في دور 16.
ثم تأهل بعد 12 عاماً إلى نهائيات كأس العالم في فرنسا عام 1998حيث بلغ الفريق ربع النهائي وخسر أمام البرازيل التي وصلت إلى المباراة النهائية وخسرت أمام فرنسا.
كما تأهل منتخب الدنمارك إلى نهائيات كأس العالم في كوريا الجنوبية واليابان عام 2002 وخسرت في دور 16 أمام إنجلترا بثلاثة أهداف دون مقابل.
تأهل منتخب الدنمارك بعد ذلك إلى مونديال جنوب افريقيا 2010 وخرج من دور المجموعات بعد أن احتل ثالث المجموعة الخامسة بعد هولندا واليابان.
تأهل منتخب الدنمارك إلى مونديال روسيا 2018 من بوابة الملحق الأوربي بعد تعادله مع جمهورية إيرلندا بدون أهداف في مباراة الذهاب وفوزه 5-1 في مباراة الإياب في دبلن.
تأهل منتخب الدنمارك بعد ذلك إلى مونديال قطر 2022 وخرج من دور المجموعات بعد أن إحتل المركز الأخير في المجموعة الرابعة خلف فرنسا وأستراليا وتونس.